# Wielki sen
Wielki sen (ang. The Big Sleep) – filmowa ekranizacja z 1946 jednej z najgłośniejszych powieści Raymonda Chandlera. Film uważany jest za klasyk kina detektywistycznego, noir. Został dodany do National Film Registry, znajduje się także na liście arcydzieł magazynu „Empire”.

## Obsada
- Humphrey Bogart – Philip Marlowe
- Martha Vickers – Carmen Sternwood
- Lauren Bacall – Vivian Sternwood Rutledge
- Dorothy Malone – właścicielka księgarni
- Peggy Knudsen – Mona Mars
- Regis Toomey – Bernie Ohls
- Charles Waldron – generał Sternwood
- Charles D. Brown – Norris
- Bob Steele – Canino
- Elisha Cook Jr – Harry Jones
- Max Barwyn – Max
- John Ridgely – Eddie Mars
- Louis Jean Heydt – Joe Brody
- Tom Fadden – Sidney

## Fabuła
Prywatny detektyw Philip Marlowe zostaje wynajęty przez generała Sternwooda, aby rozwikłać sprawę szantażowania jego córki Carmen, która popadła w długi u księgarza Arthura Geigera. Według Vivian, starszej córki generała, prawdziwą przyczyną wynajęcia detektywa jest zaginięcie Seana Regana, który przepadł w tajemniczych okolicznościach miesiąc wcześniej. W toku śledztwa Marlowe odwiedza dom A. Geigera, gdzie znajduje ciało właściciela, odurzoną Carmen oraz ukrytą kamerę pozbawioną filmu. Detektyw odwozi kobietę do jej domu, a następnie wraca na miejsce zbrodni, gdzie nie ma już jednak ciała zabitego. Wkrótce Marlowe dowiaduje się o śmierci szofera rodziny Sternwoodów. Następnego dnia do biura detektywa przybywa Vivian, wraz ze skandalizującymi zdjęciami Carmen, informuje Marlowe`a o żądaniach szantażysty. Główny bohater filmu udaje się do domu Geigera, gdzie zastaje młodszą córkę generała, która twierdzi, że morderstwa księgarza dokonał Joe Brody. Marlowe decyduje się śledzić Vivan do domu Brody'ego. Ten przyznaje się do szantażowania generała i jego starszej córki, ale wkrótce zostaje zastrzelony przez byłego szofera Geigera. Następnie Marlowe odwiedza kasyno Eddiego Marsa, ponieważ podejrzewa, że to żona Marsa uciekła z Seanem Reganem. W kasynie Vivian wygrywa dużą sumę pieniędzy i dzięki interwencji Marlowe'a nie pada ofiarą jednego z ludzi Marsa, który chciał ją okraść. Detektyw podejrzewa, że Vivian łączy coś z Marsem, kobieta jednak niczego nie chce wyjaśnić. W swoim biurze Marlowe zastaje Carmen, która bez powodzenia próbuje uwieść detektywa. Rankiem Marlowe zostaje powiadomiony iż prokurator generalny (za prośbą Vivian Sternwood) nakazał  mu odstąpienie od sprawy, odmawia jednak. Nieco później Marlowe dowiaduje się od Vivian, że Regan został odnaleziony w Meksyku.Tymczasem niejaki Harry Jones składa detektywowi propozycję sprzedaży informacji o miejscu pobytu żony Marsa. Marlowe zgadza się, jednak nim dochodzi do przekazania informacji, Jones zostaje otruty przez Canino - zabójcę pracującego dla  E. Marsa. Marlowe kontaktuje się z Agnes, związaną wcześniej z Jonesem, która (za 200 $) wyjawia, iż żona E. Marsa przebywa w mieście Realito. Na miejscu Marlowe zostaje zaatakowany przez Canino. Po odzyskaniu przytomności Marlowe wyjawia prawdę Monie, żonie S. Regana, o E. Marsie. Vivian uwalnia detektywa, który zabija Canino. Oboje wracają do domu Geigera i przygotowują zasadzkę na E. Marsa, który ostatecznie zostaje omyłkowo zastrzelony przez swoich ludzi. Marlowe wie, iż to Carmen Sternwood (niestabilna psychicznie i uzależniona od narkotyków) zastrzeliła S. Reagana, jednak powiadamia policję, że zrobił to Eddie Mars oczyszczając tym samym z podejrzeń siostry Sternwood.  W kończącym film ujęciu Marlowe i Vivian, wciąż w domu Geigera, rozmawiają o przyszłości swojej i Carmen słysząc syreny nadjeżdżających radiowozów.